# 木目調

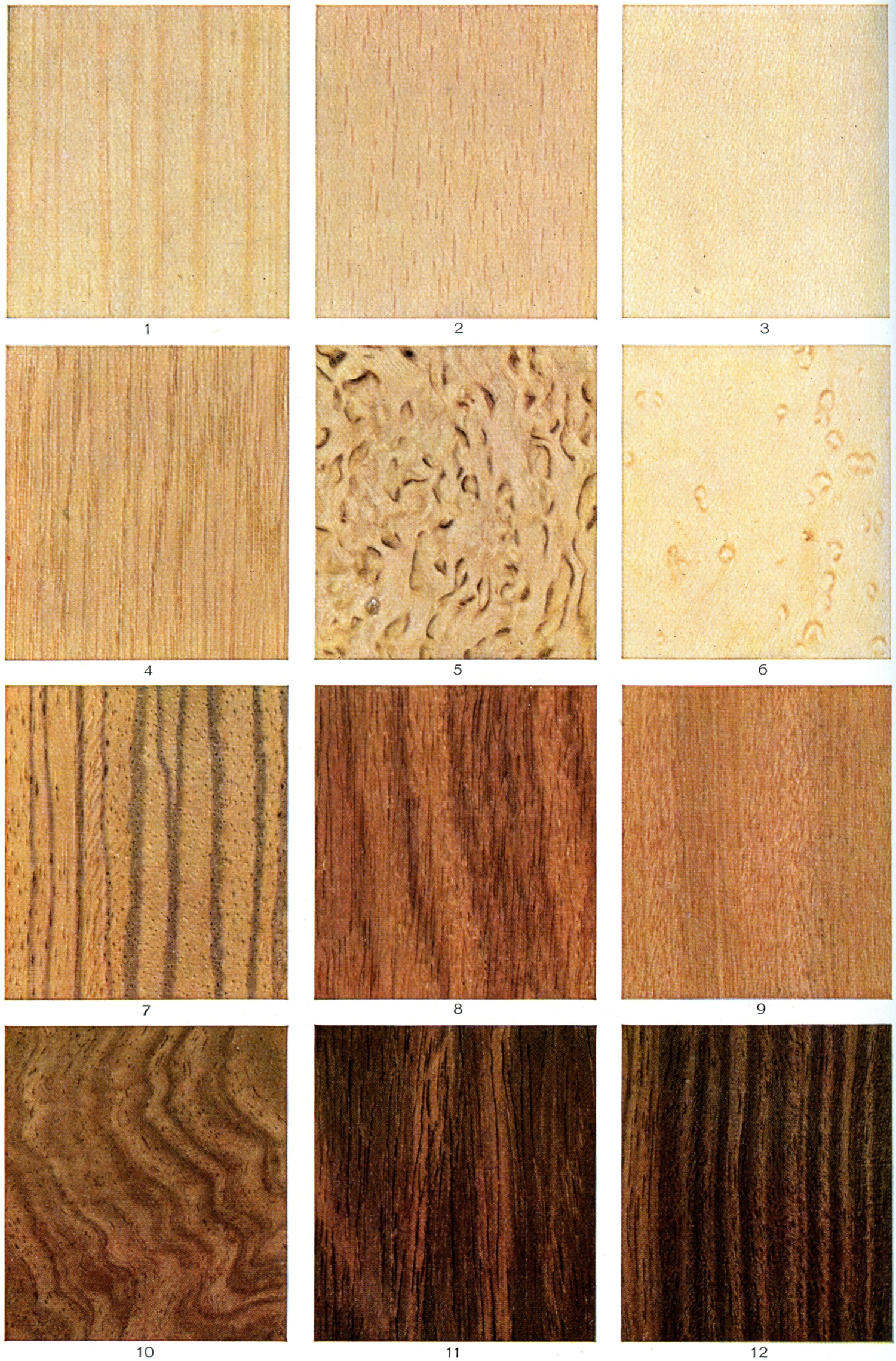
さまざまな木目

木目調（もくめちょう）は、木材の木目模様（wood grain）または杢目（figured grain）を、印刷や塗装によって表現したデザイン。
化粧材（化粧板）・化粧合板のほか、ビニールクロス、市販の木目調シール、カッティングシートなどもある。
エボナイト（万年筆の軸などに使用）にはマーブル模様のものがあり、これも木目調と称されることがある。

## 用途
建築物のインテリアのほか、自動車の内外装や鉄道の内装では、しばしば見られる。
自動車の木目調ステアリング（ハンドル）には、天然木のものと、水圧転写などプリントのものとがある。
木目調のピアノには、ピアノの表面に薄い化粧材（マホガニー、ウォールナット、チェリーなど）が貼られている。
また、2色の樹脂を混合・成形することで木目調の表現を試みる技術（バンダイの呼称は「GRAINIC MOLDING技術」）もあり、プラスチック玩具などに用いられている。
かつては、家電製品（冷蔵庫、扇風機、電気釜など）に木目調が用いられたこともあった。
英語では、木を用いた自動車は「Woodie」と、木目調の自動車は「Simulated woodgrain」と呼ばれる。

## ギャラリー

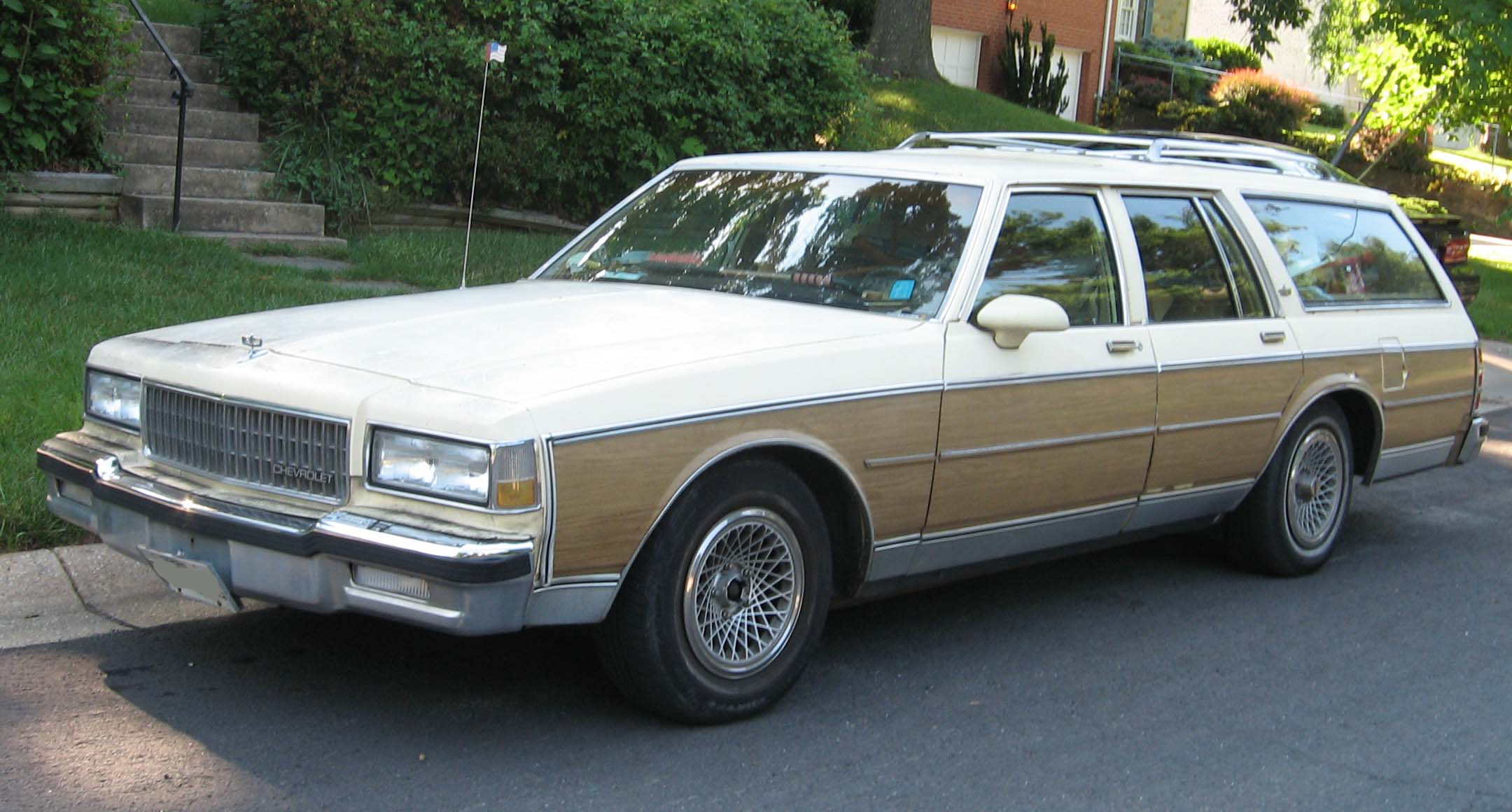
シボレー・カプリス
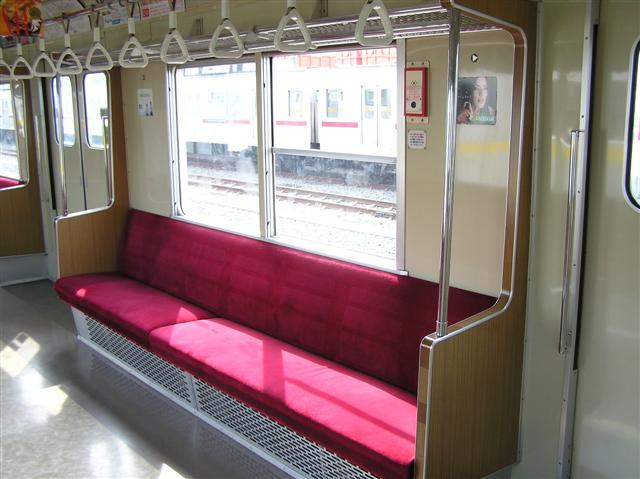
有楽町線7000系
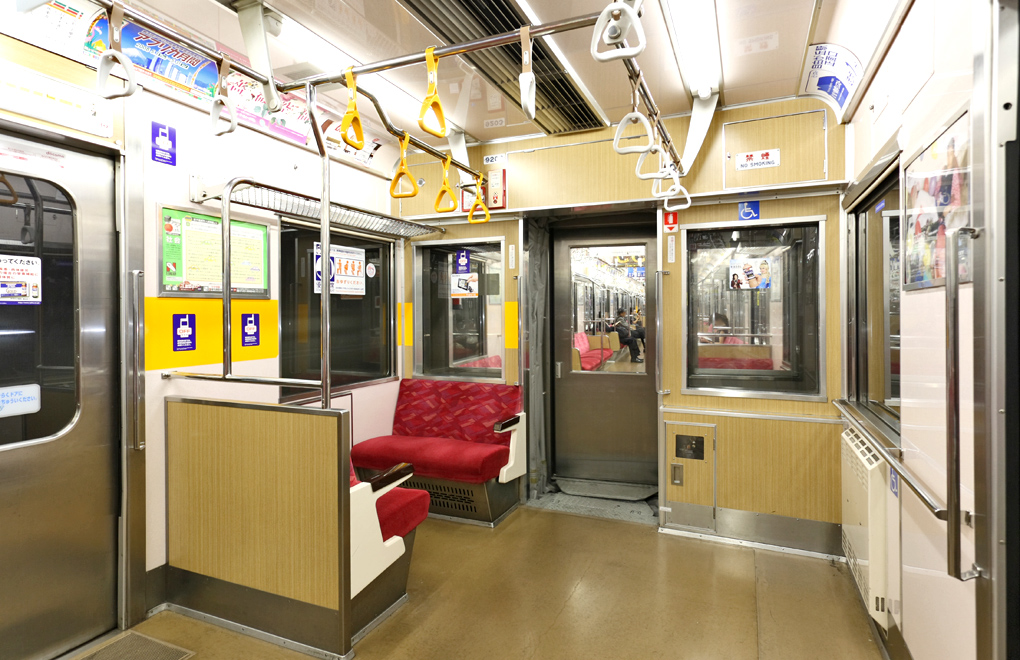
東急9000系
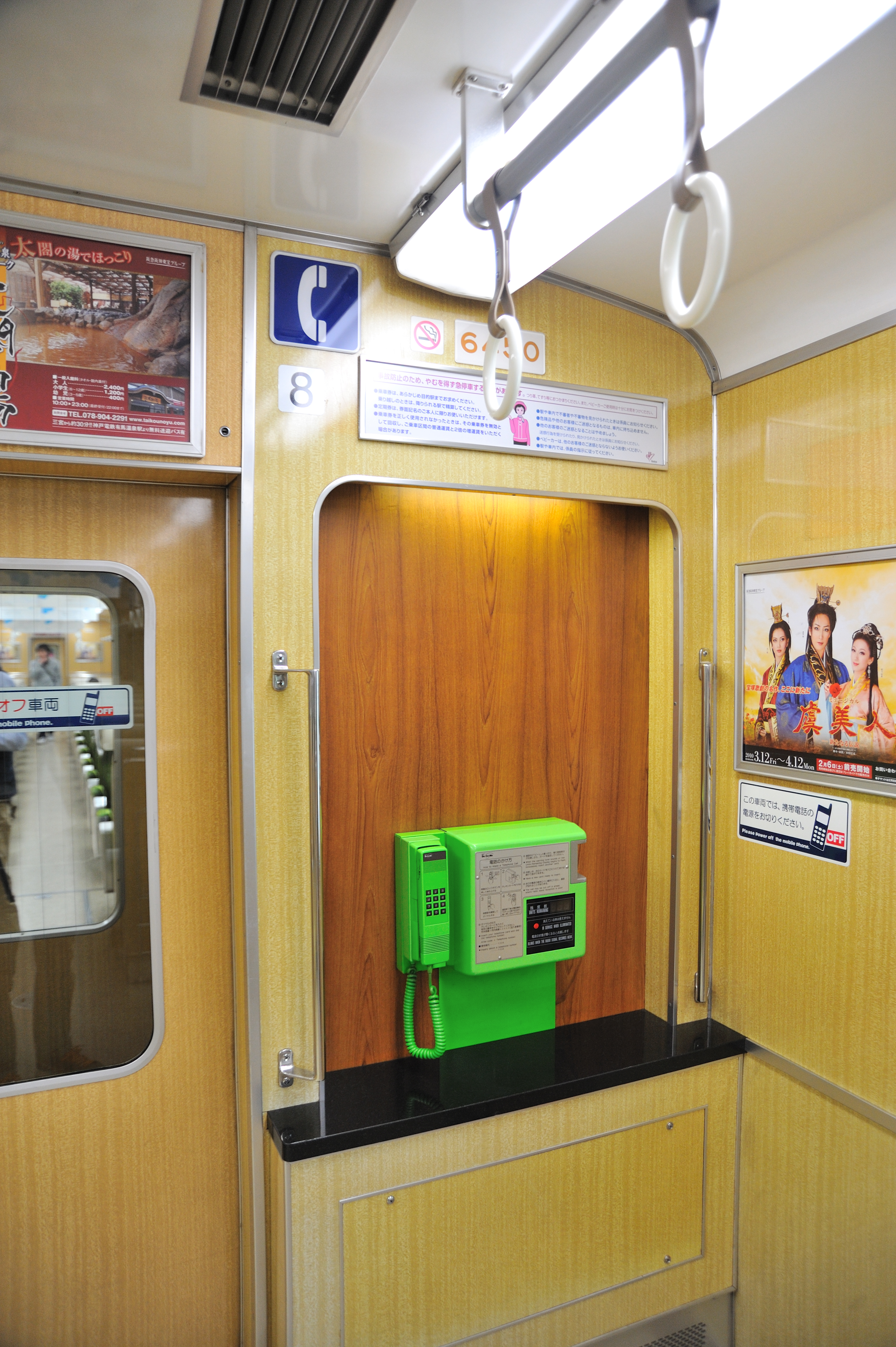
阪急6300系
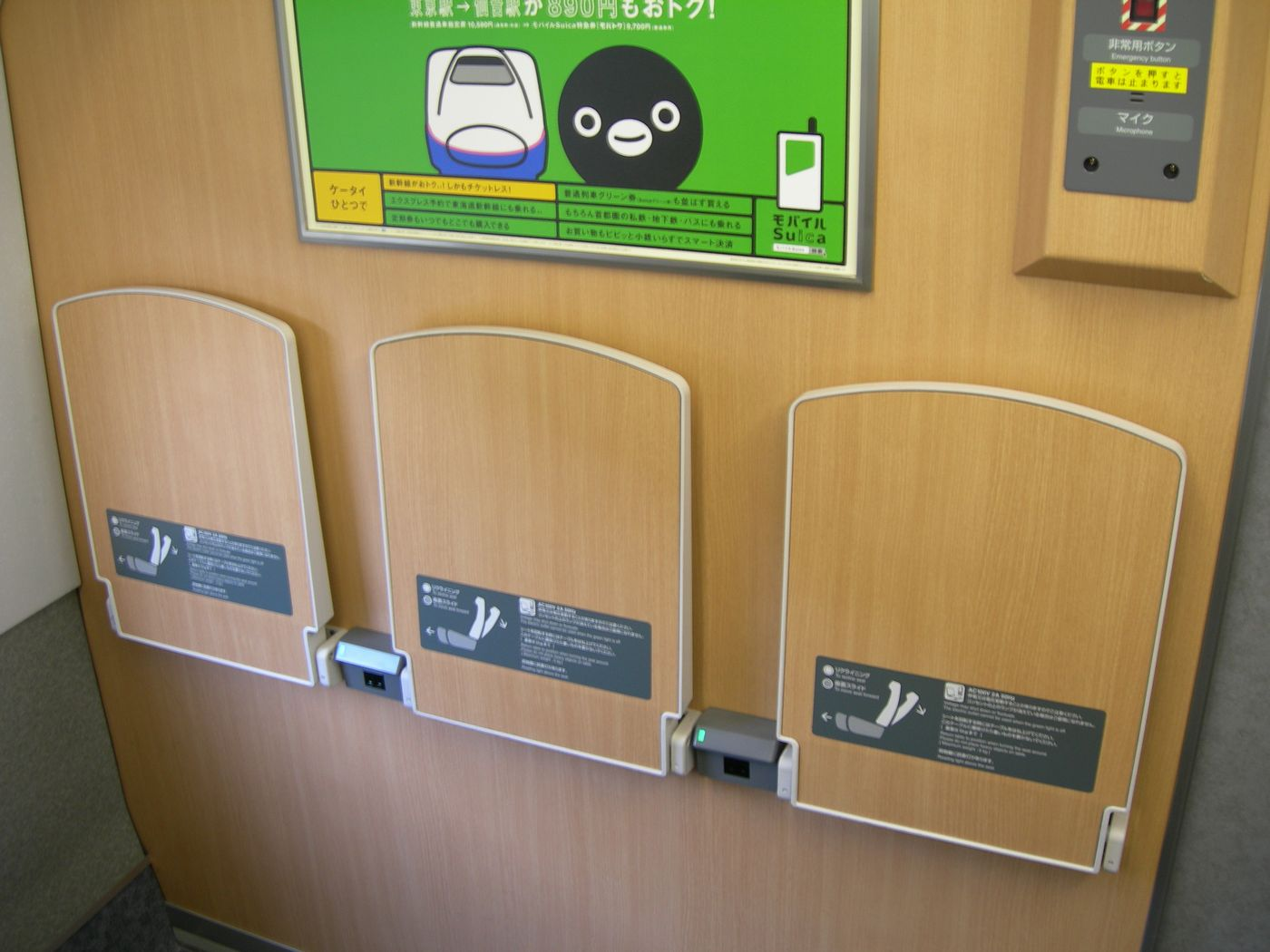
新幹線E2系電車
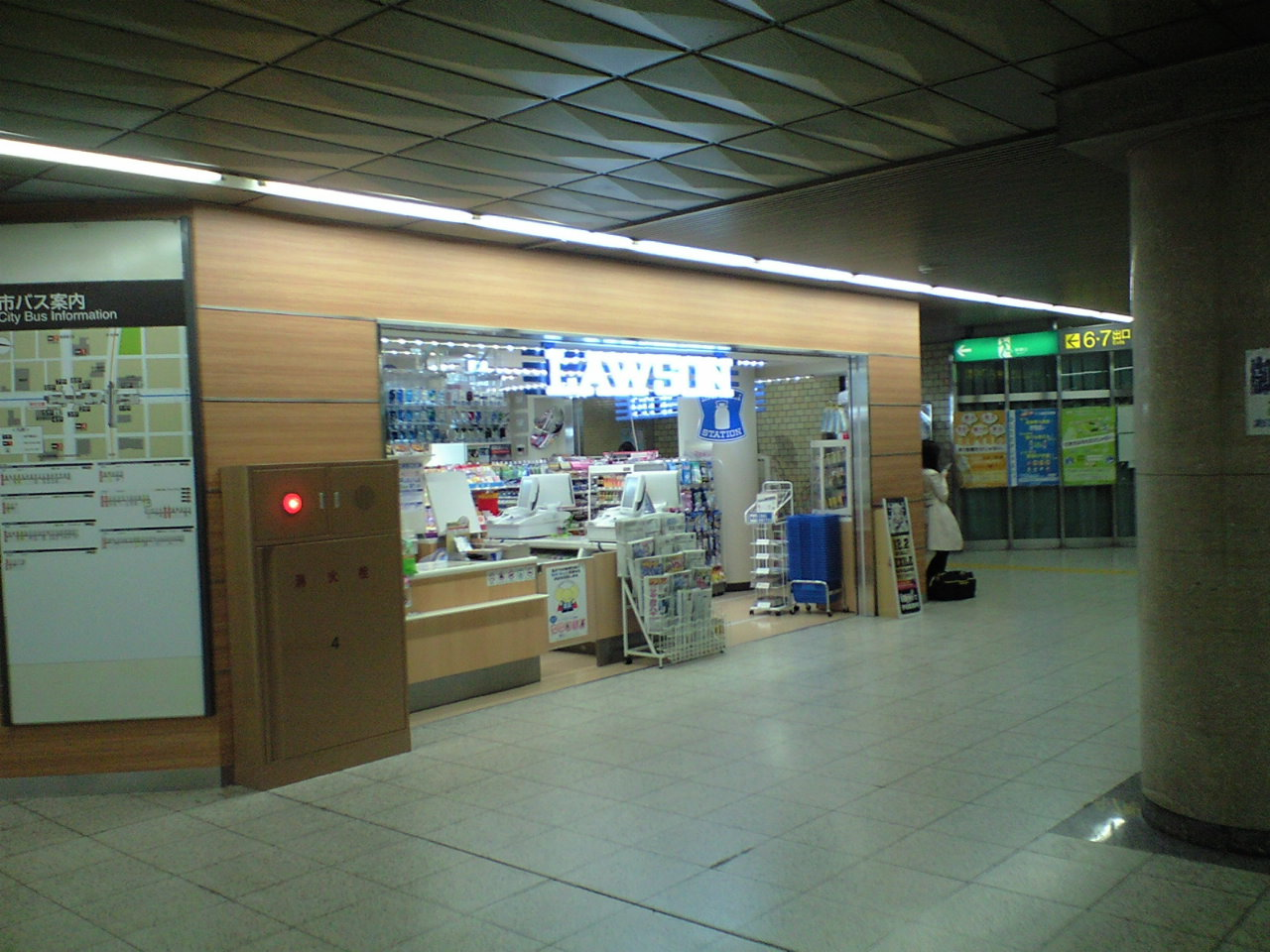
ローソンと消火栓
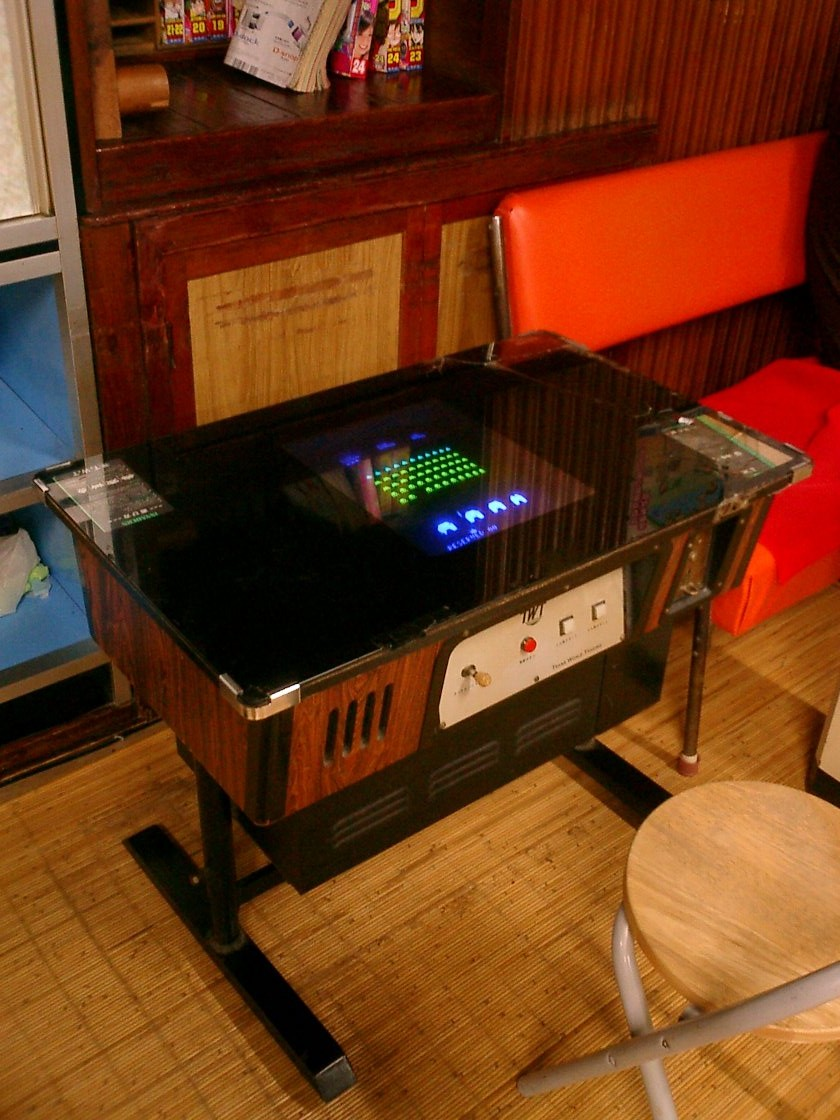
スペースインベーダー
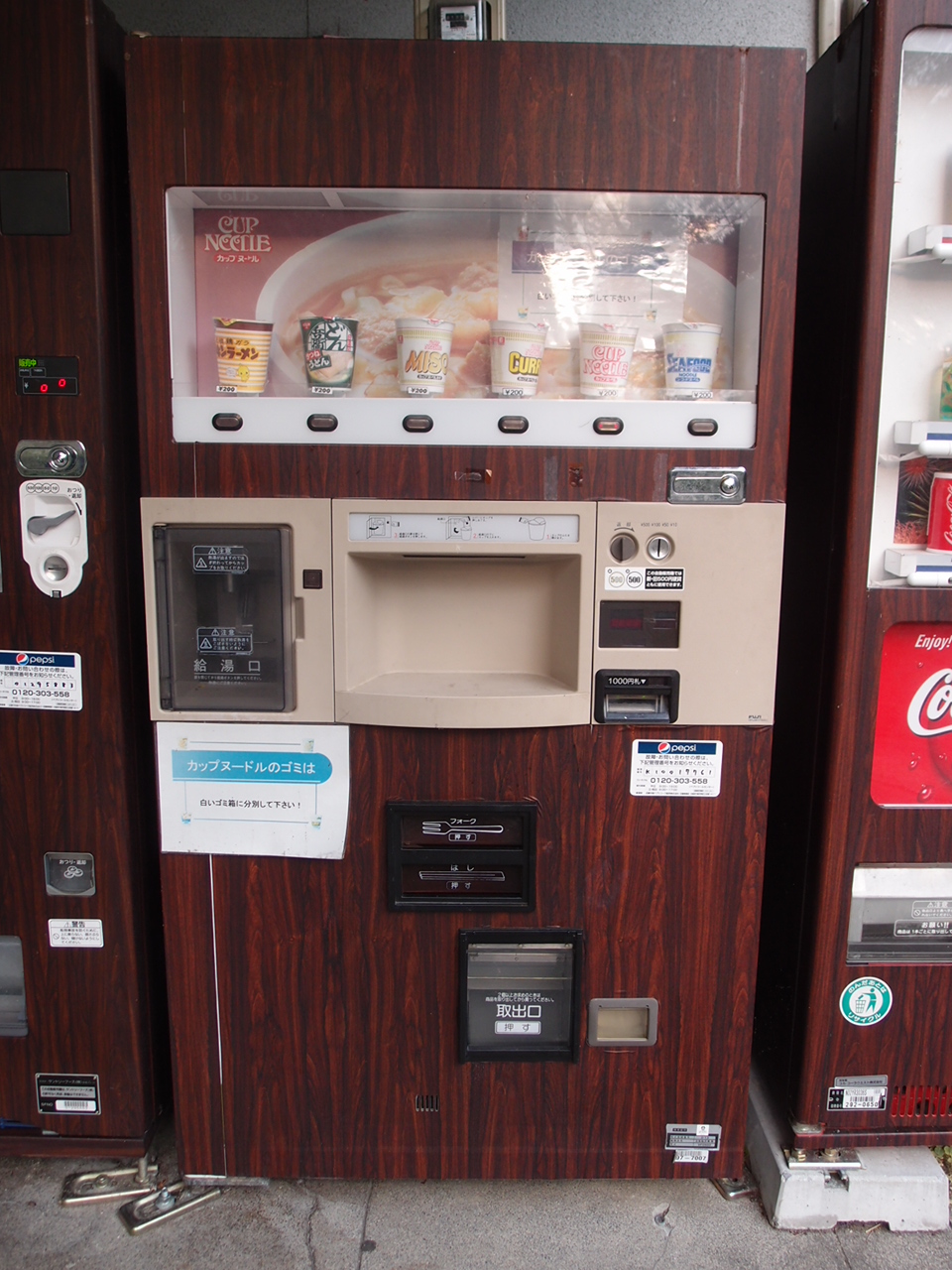
自販機（中央はカップヌードル）
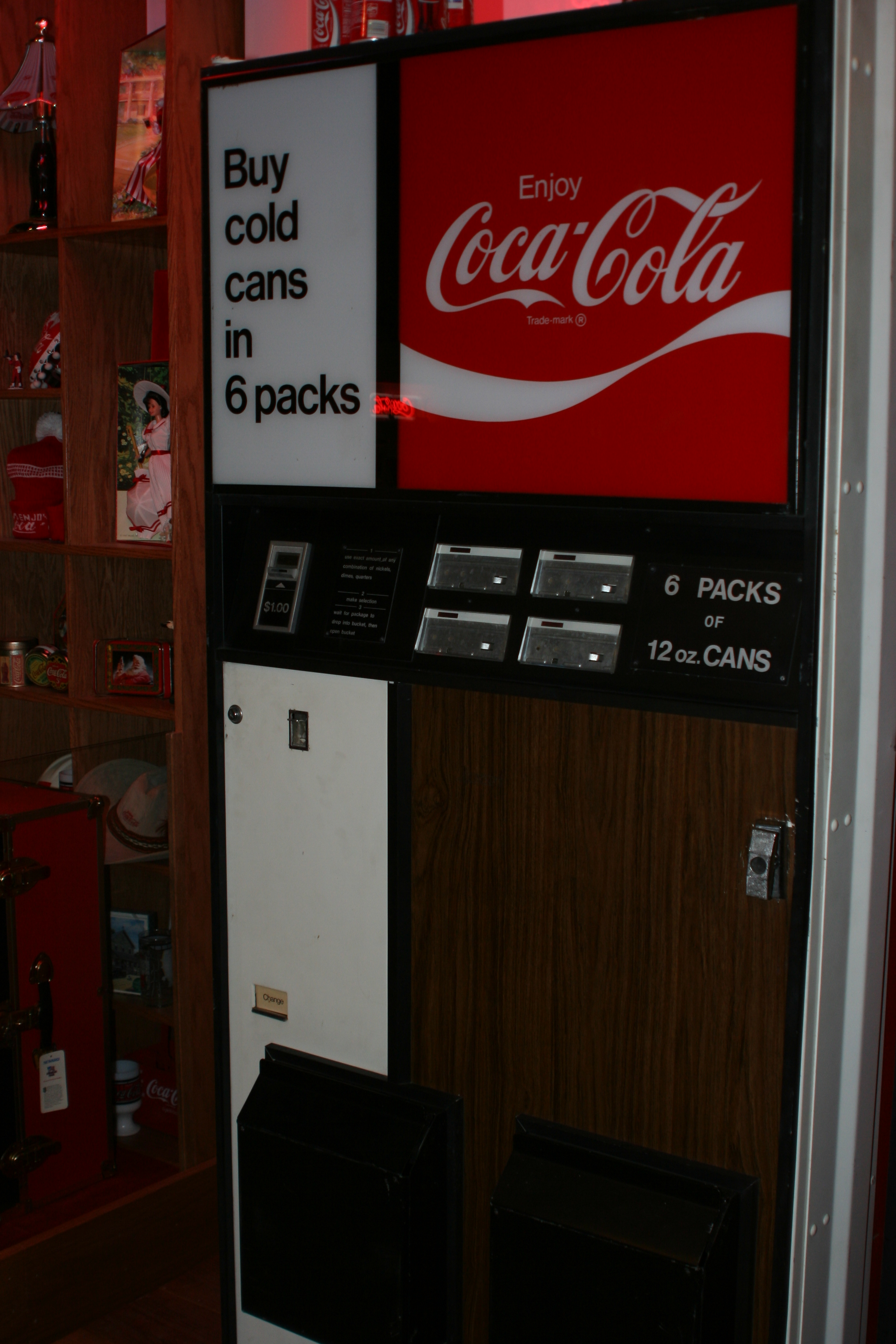
自販機
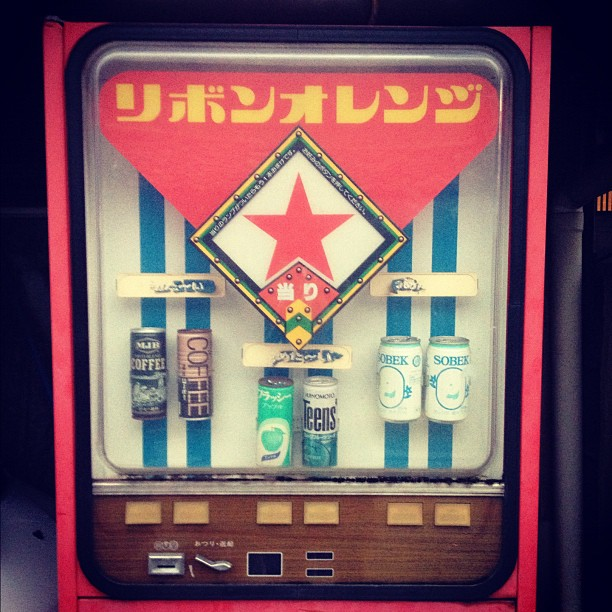
自販機の一部分
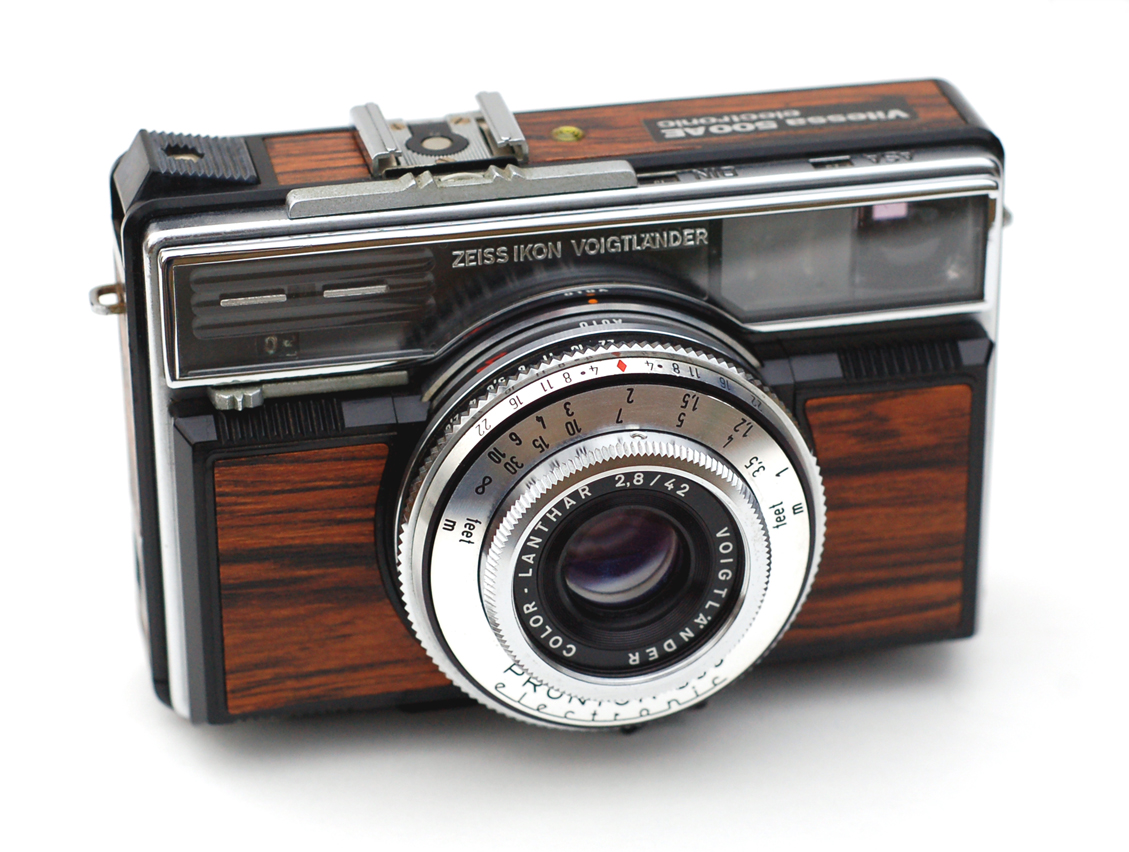
カメラ
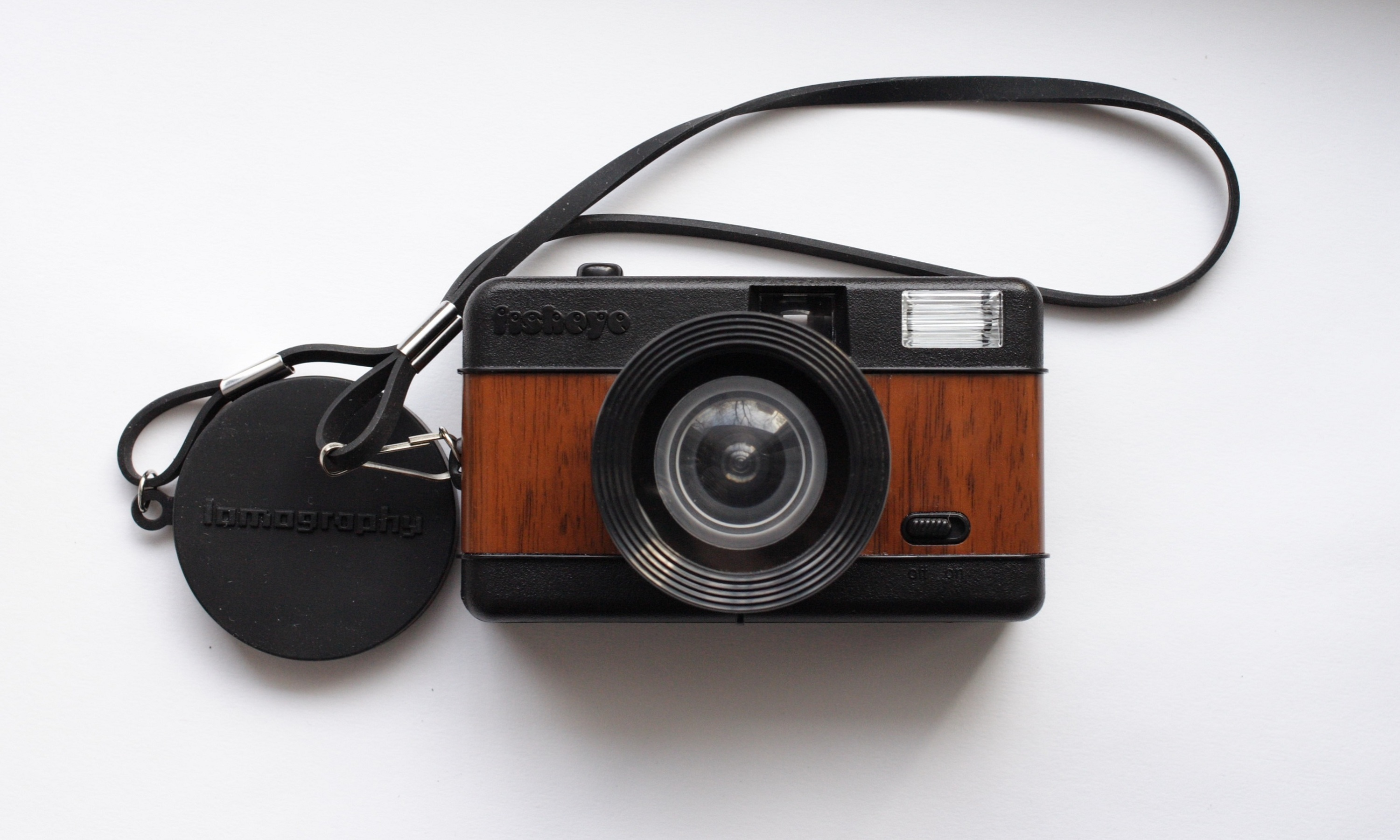
某トイカメラ